# Анстенская керамика

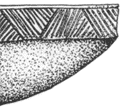
Фрагмент Анстеновской керамики. Орнамент напоминает метод укладки камней в ряде каирнов Шотландии, например, Блэкхаммер-Хилл

Анстенская керамика, или керамика Анстен, англ. Unstan ware — тип изящной и декорированной керамики эпохи неолита — 4 тыс. до н. э. Типичные изделия — элегантные, с круглым основанием чаши с желобковым узором ниже венчика.
Керамика названа в честь Анстена (Unstan) — камерного каирна и форта на Оркнейских островах, где керамика данного типа была впервые обнаружена. Позднее такая же керамика была найдена во многих других местах, включая Нэп-оф-Хауар, Болбрайди и Элин-Даунил.
Вероятно, позднее из анстенской керамики развилась желобковая керамика.